# Montigny-Saint-Barthélemy
Montigny-Saint-Barthélemy település Franciaországban, Côte-d’Or megyében. Lakosainak száma 82 fő (2022. január 1.). Montigny-Saint-Barthélemy Courcelles-lès-Semur, Thoste, Aisy-sous-Thil, Dompierre-en-Morvan és Le Val-Larrey községekkel határos.

## Népesség
A település népességének változása:
| Lakosok száma | 66   | 63   | 77   | 69   | 84   | 85   | 86   | 85   | 85   | 82   |
|               | 1968 | 1982 | 1990 | 2006 | 2013 | 2015 | 2017 | 2019 | 2020 | 2022 |